# Kanton Vannes-Est
Kanton Vannes-Est (francouzsky Canton de Vannes-Est) je francouzský kanton v departementu Morbihan v regionu Bretaň. Tvoří ho osm obcí.

## Obce kantonu
- Le Hézo
- Noyalo
- Saint-Avé
- Séné
- Surzur
- Theix
- La Trinité-Surzur
- Vannes (východní část)